# Ruisseau de Gouaneyre
Pour les articles homonymes, voir Gouaneyre.
Le ruisseau de Gouaneyre est une  rivière du sud de la France c'est un affluent du Ciron donc un sous-affluent de la Garonne.

## Géographie
De 23,4 km de longueur, le ruisseau de Gouaneyre est une rivière qui prend sa source dans les Landes de Gascogne sur la commune de Captieux dans la Gironde sous le nom Lep et se jette dans le Ciron en rive gauche sur la commune de Bernos-Beaulac.

## Départements et communes traversés
- Gironde : Bernos-Beaulac, Captieux.

## Principaux affluents
- Ruisseau de la Loubère : 7,4 km
- Ruisseau de Lescoure : 2,3 km